# ريتشارد إس. سوتون
ريتشارد إس. سوتون هو عالم حاسوب ومهندس كندي، ولد في القرن العشرين في أوهايو في الولايات المتحدة.